# Kongeord
Kongeord er en bog om Frederik 10. skrevet af Jens Andersen. Den blev udgivet 17. januar 2024 på Politikens Forlag. Bogens eksistens blev holdt hemmelig frem til udgivelsesdagen og var en overraskelse for alle. Første oplag var på 25.000 eksemplarer og blev udsolgt fra forlaget på udgivelsesdagen.
Bogen er blevet til efter halvandet års interviews med den daværende kronprins. I bogen udtaler Frederik 10. sig blandt andet om klima, rigsfællesskabet og janteloven, og han deler sine tanker og overvejelser om sit dengang kommende virke som konge. Forlaget blev kontaktet i forbindelse med Margrethe 2.s annoncering af sin forestående abdikation nytårsaften 2023. Bogens titel kommer af, at kongen foretrækker at kalde sit valgsprog for et "kongeord". Kongehuset kommer ikke til at tjene noget på bogen, da dette alene er en sag mellem forlaget og forfatteren.